# 雷德卡
雷德卡（英語：Redcar）是位於英國英格蘭東北部的一座城市，在行政區劃上屬北約克郡。2001年人口普查時，雷德卡有人口36,610人。1846年時開通了自米德爾斯堡前往雷德卡的鐵路，雷德卡因此在維多利亞時代成為一座度假勝地。